# Parabembras robinsoni
Parabembras robinsoni är en fiskart som beskrevs av Regan 1921. Parabembras robinsoni ingår i släktet Parabembras och familjen Parabembridae. Inga underarter finns listade i Catalogue of Life.